# 张宿增三
张宿增三（長蛇座φ²），又名BD-15 3087，HD 91880、SAO 156093、HR 4156，是長蛇座的一颗恒星，视星等为6.03，位于銀經261.94，銀緯35.55，其B1900.0坐标为赤經10h 31m 23.6s，赤緯-15° 35.55′ 35″。